# Mohamed Miftah
Pour les articles homonymes, voir Miftah.
 (juillet 2023).
Si vous disposez d'ouvrages ou d'articles de référence ou si vous connaissez des sites web de qualité traitant du thème abordé ici, merci de compléter l'article en donnant les références utiles à sa vérifiabilité et en les liant à la section « Notes et références ».
Mohamed Miftah (en arabe :محمد مفتاح  ; né à Hay Mohammadi en 1947, à Casablanca), est un acteur marocain de théâtre, de télévision et de cinéma. Il a joué aussi bien dans des productions nationales que dans des productions étrangères.

## Premiers pas sur les planches
Très jeune, Mohamed Miftah vit un événement tragique. Sa mère est abattue par les Français en pleine manifestation du 20 août avec son fils dans les bras.
Il grandit sous la houlette de sa belle-mère. Vers la fin des années 1950, Mohamed Miftah découvre la passion des planches. À la maison des jeunes de Hay Mohammedi, il joue et met en scène des pièces de théâtre comme Le coffre ou Karkour sidna Cheikh.
À cette époque Tayeb Saddiki recrutait des acteurs talentueux à Hay Mohammedi. Mohamed Miftah rejoint la troupe et joue aux côtés de Boujmaâ, Larbi Batma, Omar Sayed (tous les deux membres de Nass El Ghiwane), Hilal Abdellatif (etc.) dans une dizaine de pièces de théâtre mises en scène par Tayeb Saddiki.
Ce qui ne l'empêche pas de travailler avec d'autres metteurs en scène comme Hamid Zoughi, Abderrahman El Khayat.

## La télé et le grand écran
Vers le milieu des années 1960, la télévision marocaine est à ses balbutiements. Mohamed Miftah fait partie des premiers acteurs des fictions télévisées.
Il joue dans Al Moutarada (la poursuite, en  français) de Ahmed Haïdar et collabore avec d'autres réalisateurs comme Chakib Ben Omar, Mohamed Lotfi, et bien d'autres, comme dernièrement avec Daoud Aoulad Sayed dans Une week-end à Larache (film produit par 2M).
Au cinéma, Mohamed Miftah joue dans plus d'une vingtaine de longs-métrages et est dirigé par presque tous les réalisateurs marocains à commencer par Nabyl Lahlou et en finissant par Nabyl Ayouch en passant par Moumen Smihi, Mustapha Derkaoui, Souheil Benbarka, Jilali Ferhati ou encore Mohamed Abderrahman Tazi.
Mais Mohamed Miftah n'est pas apprécié uniquement au Maroc puisqu'il fait des apparitions dans d'autres productions étrangères italiennes ou françaises ainsi que dans des productions arabes (syriennes plus précisément).

## Filmographie sélective
- Al Kanfoudi de Nabil Lahlou
- L'Île de Chakerbakerben de Nabil Lahlou
- Komany de Nabil Lahlou
- La Légende de la nuit de Moumen Smihi
- Bamou de Driss Lemrini
- Première Fiction de Mustapha Derkaoui
- Les Cavaliers de la gloire de Souheil Benbarka
- L'Ombre du pharaon de Souheil Benbarka
- Mektoub de Nabyl Ayouch
- Les Amis d'hier de Hassan Benjelloun
- Yacout de Jamal Belmejdoub
- Tresses de Jilali Ferhati
- Et après de Mohamed Smaïl
- Les Voisines d'Abi Moussa de Mohamed Abderrahman Tazi

Courts métrages
- Déjà vu de Aziz Salmy
- Trajet de Fawzi Bensaïdi

Productions étrangères
- Ariculo due de Maurizio Zaccario
- Leïla la pure de Gabriel Axel
- Danger à Tanger de Marco Serafini
- Le Vent de la Toussaint de Gil Biaélément

Séries arabes
- Les quatre saisons
- Saqr Koraïch
- Salaheddine El Ayoubi
- Omar ibn al-Khattab

## Théâtre
- Le Maroc uni de Tayeb Saddiki
- Momou Boukherssa de Tayeb Saddiki
- Le recueil de Sidi Abderrahman El Mejdoub de Tayeb Saddiki (version 1967, et version 2018, production Fondation Tayeb Saddiki)
- El Harraz de Tayeb Saddiki
- Sidi Yassine fi tariq de Tayeb Saddiki
- La nuit de fin d'année avec Rachid El Ouali